# Shajarit

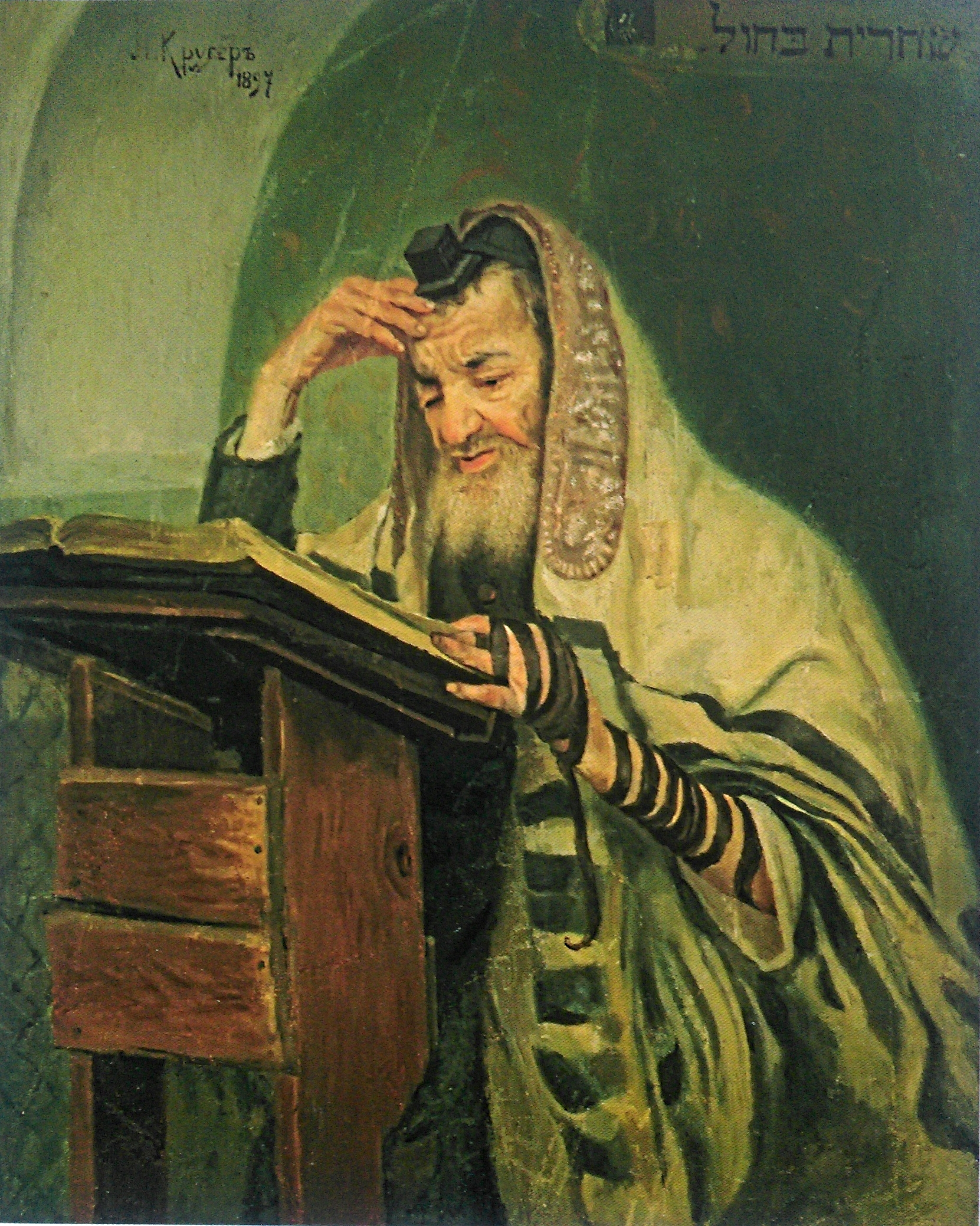
Jankiel Kruhier: Shacharit B'chol (Shajarit de los días laborables), Minsk, 1897

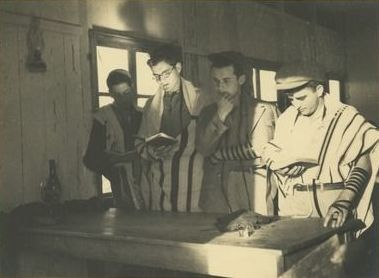
Shajarit, Años 1930

Shajarit (en hebreo: שַחֲרִית) es una oración judía (Tefilá) recitada por la mañana, y es una de las tres oraciones diarias que rezan habitualmente los judíos. Diferentes tradiciones identifican diferentes componentes primarios de Shajarit. Algunos eruditos están de acuerdo en que la oración Pesukei Dezimrá, la oración del Shemá Israel y sus bendiciones, y la Amidá son secciones importantes. Algunos identifican las bendiciones y las lecturas preliminares, como una primera sección distinta. Otros dicen que el Tajanún es una sección separada, así como las bendiciones finales. En ciertos días, se agregan oraciones y servicios adicionales a Shajarit, incluidos el Musaf y la lectura de la santa Torá.

## Historia
Según la tradición, Shajarit fue identificado como un momento de oración por el patriarca Abraham Avinu, como se señala en Bereshit 19:27: "Abraham se levantó temprano en la mañana", que tradicionalmente es el primer Shajarit. Sin embargo, la oración de Abraham Avinu no se convirtió en una oración estandarizada. Los sabios de la Gran Asamblea (Anshei Knesset HaGedolah) formularon bendiciones y oraciones que luego se convirtieron en parte de la oración matinal de Shajarit.
Sin embargo, el Sidur, o libro de oraciones, tal como lo conocemos, no se formó completamente hasta alrededor del siglo VII de la Era Cristiana. Las oraciones varían entre las diferentes congregaciones y comunidades judías. Shajarit también fue instituido en parte como un reemplazo del servicio diario en el Templo por la mañana, después de la destrucción del segundo Templo de Jerusalén. La palabra Shajarit proviene de la raíz hebrea: שחר (shajar), que significa amanecer.

## Servicio

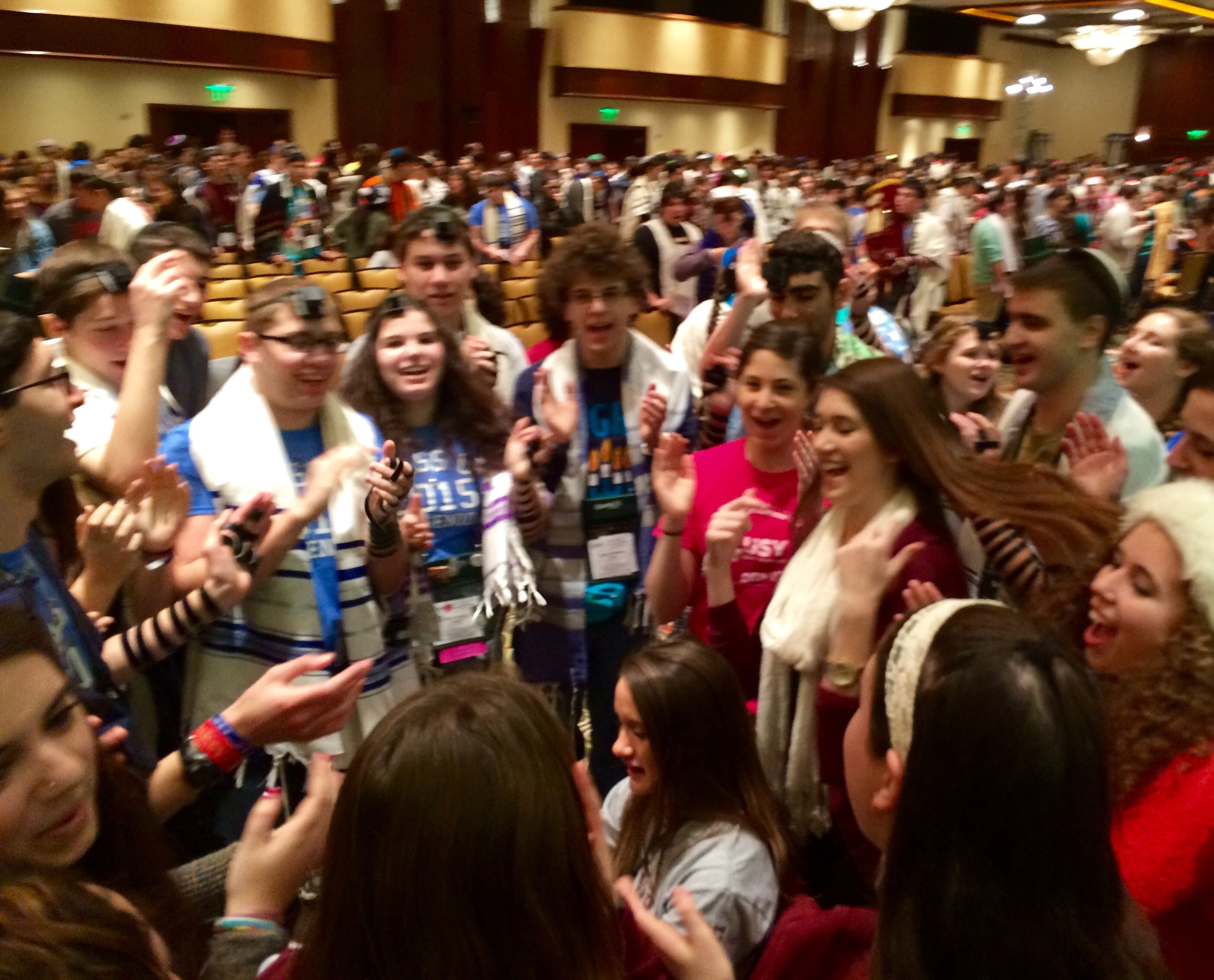
Los participantes de la convención internacional de la USY cantan juntos durante el servicio de Shajarit.

Durante y antes de la oración de Shajarit, los judíos se colocan las filacterias y el talit, de acuerdo con su tradición (Minhag). Ambas acciones van acompañadas de bendiciones. Algunos no comen hasta que han orado. 
Tradicionalmente, una serie de oraciones introductorias se dicen como parte del inicio de Shajarit. Una de las secciones principales de estas oraciones es Pesukei Dezimrá, que consiste en numerosos salmos, himnos y oraciones. Pesukei Dezimrá se dice para que un individuo elogie a Dios antes de hacerle peticiones. 
Bareju es recitado antes de la oración Shemá Israel y sus bendiciones relacionadas. Los asistentes debe concentrarse en cumplir el mandamiento positivo de recitar la Shemá, se debe recitar claramente las palabras.
En la oración de la Amidá (Shemone Esrei), se recita una serie de 19 bendiciones. Durante el Shabat y los días festivos (Yom Tov), solo se dicen 7 bendiciones. Las bendiciones cubren una variedad de temas tales como: la ciudad de Jerusalén, los cultivos y la oración. 
Después de la Amidá, los días entre semana, son recitadas tres plegarias, la primera es Vidui, una oración equivalente a la confesión en el judaísmo, la segunda es Avinu Malkenu, la tercera es Tajanún, una súplica que consiste en una colección de pasajes de la Biblia hebrea (la Tanaj). Los lunes y los jueves, se recita una versión más larga. En los otros días, se omiten las partes extra. La parte principal de la oración de Tajanún se dice tradicionalmente con la cabeza apoyada en el brazo. 
En ciertos días, hay una lectura de la Torá en este punto del servicio. Los lunes y los jueves por la mañana, se hacen tres aliyot a la Torá, el sábado por la mañana se hacen siete aliyot. 
El servicio matinal concluye con las oraciones Ashrei, Uvá le Tzión, y el Kadish.
En Shabat, por la mañana, se lee la Parashá de la semana, a continuación es leída la Haftará.
En Shabat y días festivos, el servicio concluye normalmente con la oración Adón Olam, el salmo del día de la semana y la oración por la paz.

## Hora del servicio
Según la ley judía, el momento más temprano para recitar el servicio de la mañana es cuando hay suficiente luz natural para que uno pueda ver a un familiar conocido a seis pies de distancia. Esta es una medida subjetiva. Después de la salida del sol y antes del mediodía, es la hora habitual de este servicio de oración. La última vez que uno puede recitar el servicio de la mañana es durante el mediodía astronómico llamado chatzot. Después de esto, se puede recitar el servicio de la tarde, llamado Minjá.